# Estadio Mariscal Józef Piłsudski
El Estadio del Mariscal Józef Piłsudski (en polaco: Stadion Cracovii im. Józefa Piłsudskiego) es un estadio de fútbol ubicado en la ciudad de Cracovia, Polonia. El estadio es sede del club KS Cracovia, donde juega sus partidos como local. El nombre del estadio hace referencia a Józef Piłsudski, el mariscal y primer presidente de la Segunda República Polaca.
Debido a su cercanía con el Estadio Henryk Reyman del Wisła Kraków, el rival del KS Cracovia, hay multitud de peleas entre los aficionados de ambos clubes, especialmente cuando tiene lugar el derbi que enfrenta a los dos equipos (conocido como la Guerra Santa de Cracovia), que suelen terminar con la participación por parte de la policía.

## Historia
El estadio empezó a ser construido en 1911, para celebrar el sexto aniversario de la creación del KS Cracovia. El arquitecto Franciszek Mączyński empezó la construcción del futuro estadio. Finalmente, fue inaugurado el 31 de marzo de 1912 contra el Pogoń Lvov. En 1936, el estadio cambió su nombre por el del mariscal Józef Pilsudski.

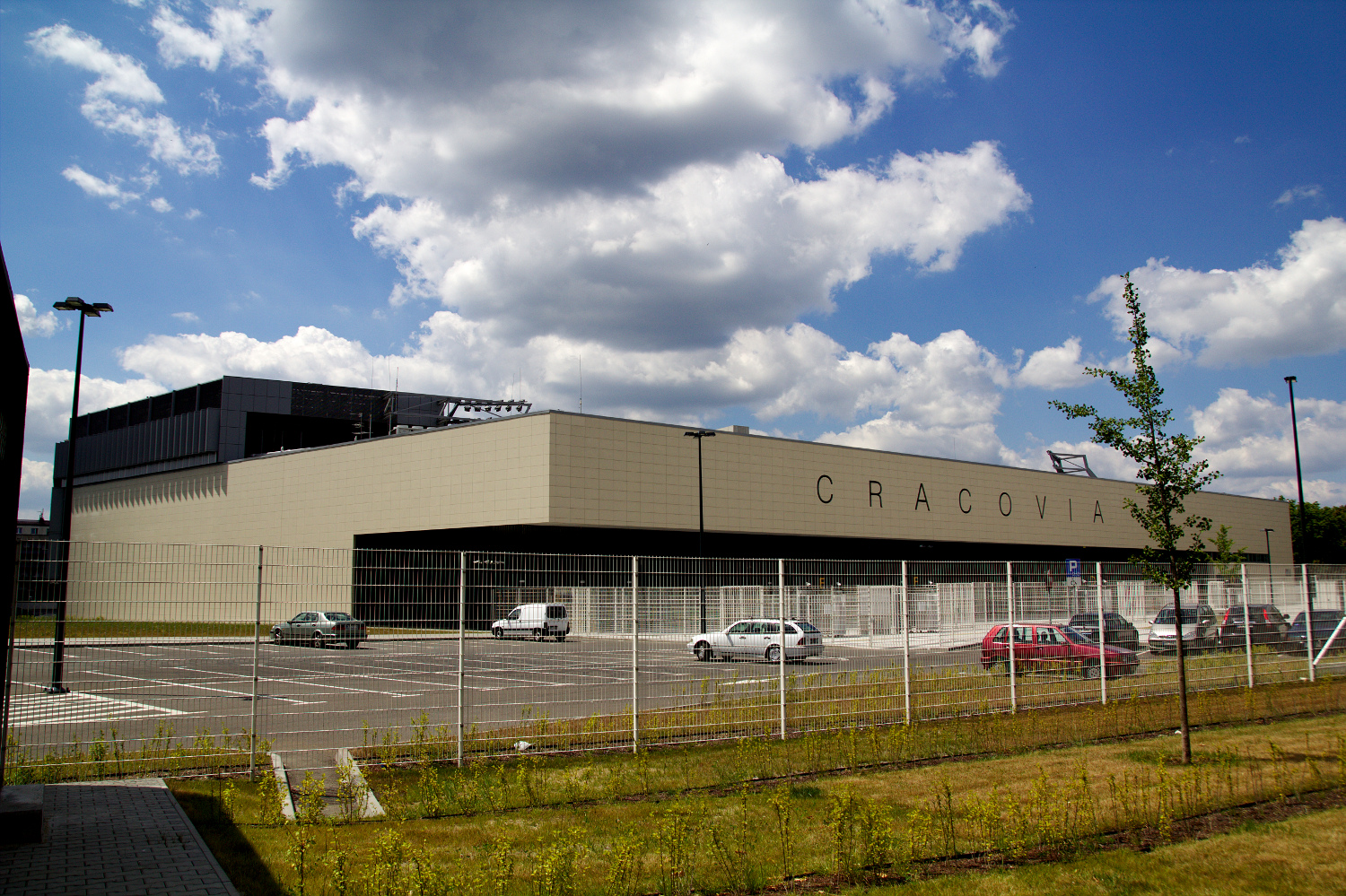
Exterior del estadio.

Al comienzo de la Segunda Guerra Mundial, los alemanes quitaron el nombre del militar polaco y renombraron el campo como Estadio Dr. Edward Cetnarowski. El estadio fue rebautizado en honor al Papa Juan Pablo II en 2005, pero un año más tarde volvió a su nombre original.
El 8 de enero de 2008, las autoridades de Cracovia anunciaron que se haría una renovación del estadio, para aumentar la capacidad añadiendo cinco mil asientos más. Su nuevo diseño está hecho por la firma española Estudio Lamela S.L., con sede en Madrid. La renovación se inició en 2009 y terminó en septiembre de 2010; catorce meses antes de la fecha establecida originalmente. El primer partido disputado en el nuevo estadio fue contra el Arka Gdynia, que terminó con victoria del equipo local.